# Grammia arge
Grammia arge là một loài bướm đêm thuộc phân họ Arctiinae, họ Erebidae. Nó được tìm thấy ở Quebec và Maine to Florida, phía tây đến New Mexico, phía bắc đến North Dakota và Ontario.
Sải cánh dài 38–50 mm. Con trưởng thành bay từ tháng 4 đến tháng 9 ở phần lớn khu vực phân bố từ tháng 7 đến tháng 9 ở Quebec. Có hai lứa trưởng thành một năm ở phía nam và one hoặc two in the north.
Ấu trùng ăn lá ngô, dock, lambs-quarter, Chenopodium, nho, plantain, Opuntia, và hướng dương.